# Nde-Gbite jezik
Nde-Gbite jezik (ISO 639-3: ned; isto i biti, bötö), jezik kojim govori nepoznat broj ljudi u nigerijskoj državi Taraba, područje lokalne samouprave Sardauna. Pripada nigersko-kongoanskoj porodici i užoj skupini narrow grassfields, unutar koje još nije pobliže podklasificiran.

## Vanjske poveznice
- Ethnologue (14th)
- Ethnologue (15th)